# Thomas Mapfumo
Thomas Tafirenyika Mapfumo (Marandellas, 3 luglio 1945) è un musicista zimbabwese.
La sua musica (spesso classificata come afropop o ancora più genericamente come world music) è il risultato della fusione della musica tradizionale del popolo Shona con il rock e altri generi di musica popolare contemporanea occidentale, unita a testi di denuncia politica. Mapfumo definisce questo genere "chimurenga" ("lotta").
L'opera di Mapfumo è molto popolare in Zimbabwe, e ha influenzato numerosi musicisti zimbabwesi e africani, inclusi i Bhundu Boys e Stella Chiweshe.

## Biografia
Mapfumo nacque nel 1945 a Marandellas (oggi Marondera), una cittadina a nord della capitale, nella Rhodesia Meridionale (l'odierno Zimbabwe). Fino a circa dieci anni visse in campagna, seguendo le usanze tradizionali del popolo Shona; poi la sua famiglia si trasferì nella township di Mbare, presso Harare. Il contatto con la città mutò completamente lo stile di vita dei Mapfumo; Thomas, in particolare, cominciò a interessarsi di musica, e a 16 anni divenne cantante di un piccolo gruppo musicale. Da allora, continuò a suonare, pur dedicandosi anche ad altre attività per guadagnarsi da vivere.
Nei primi anni della sua attività di musicista Mapfumo si specializzò nell'interpretare classici del rock and roll e del soul statunitense, come Otis Redding ed Elvis Presley. A metà degli anni sessanta giunse a incidere i primi 45 giri con un gruppo chiamato Springfields.
La svolta musicale giunse però solo nel 1972, anno in cui Mapfumo fondò il gruppo Hallelujah Chicken Run Band. Con questo gruppo Mapfumo iniziò a sperimentare una fusione della musica tradizionale shona con il rock, in cui la chitarra elettrica sostituiva la mbira e la batteria le percussioni africane. Con questo nuovo progetto, Mapfumo iniziò a cantare sistematicamente in lingua shona anziché in inglese, e a comporre testi con contenuti fortemente politici. Fu lui stesso a battezzare "chimurenga" questo nuovo stile, dalla parola shona per "lotta" e dal nome di un movimento rivoluzionario del XIX secolo. Molti dei testi di Mapfumo incitavano il popolo della Rhodesia a insorgere contro il governo, che a quell'epoca era composto esclusivamente di bianchi e attuava una politica razzista sostanzialmente allineata con quella sudafricana dell'apartheid.
Il primo disco di Mapfumo a essere ufficialmente bandito dal governo fu Hokoyo!. Nel 1979, Mapfumo fu arrestato e incarcerato senza imputazioni specifiche. Questo contribuì ad accrescere la popolarità del musicista, i cui brani venivano diffusi anche dalle radio dei paesi vicini, come il Mozambico. Dopo tre mesi e numerose manifestazioni di protesta, il governo dovette scarcerarlo.
Quando il governo bianco cadde, nel 1980, Mapfumo suonò in un concerto celebrativo insieme a Bob Marley. In seguito, continuò a comporre canzoni politicamente impegnate; non esitò neppure ad attaccare il governo di Robert Mugabe (di cui era stato inizialmente sostenitore) con un album significativamente intitolato Corruption (1989). Per questo motivo cominciò a essere perseguitato dal governo, e alla fine decise di emigrare in Oregon, dove vive tuttora.

## Discografia parziale

### Con gli Springfield (1964-1967)
Singoli
- "You Can't Say Goodbye"
- "Chemtengure"
- "Kiss Me" / "Talking String"
- "Kunaka Wakanaka"
- "Shungu Dzino Ndibaya"
- "Valley of Lost Souls" / "Sunday Morning"
- "Lonely Avenue"
- "Springfields Go Latin" / "Instrumental Kuwela"

### Con gli Hallelujah Chicken Run Band (1972-1976)
Singoli
- "Tarambana" / "Mary"
- "Shumba Inobva MuGomo" / "Amalume"
- "Chandiparapata" / "Muwuyi Amuka"
- "Ngoma Yarira" / "Murembo"

### Thomas Mapfumo and the Acid Band
- Hokoyo 1978

### Thomas Mapfumo and the Blacks Unlimited
- Gwindingwi Rine Shumba 1980
- Ndangariro 1983
- Mabasa 1984
- Mr Music 1985
- Chimurenga for Justice 1986
- Zimbabwe/Mozambique 1987
- Varombo Kuvarombo 1988, ripubblicato come Corruption nel 1989
- Chamunorwa 1989
- Chimurenga Masterpiece 1990
- Shumba - Vital Hits of Zimbabwe 1990
- Hondo 1992
- The Singles Collection 1976-1986 1992
- Chimurenga International 1993
- Sweet Chimurenga 1994
- Chimurenga Varieties 1995
- Chimurenga Forever - The Best of Thomas Mapfumo 1995
- Roots Chimurenga 1996
- Afro Chimurenga 1996
- Chimurenga Movement 1997
- Chimurenga African Spirit Movement, pubblicato anche come The Lion of Zimbabwe 1997
- Chimurenga '98 1998
- Live at El Rey 1999
- Chimurenga Explosion 2000
- con Wadada Leo Smith e N'Da Kulture, Dreams and Secrets 2001
- Chimurenga Collected 2001
- Chimurenga Rebel / Manhungetunge 2002
- Toi Toi 2003
- Choice Chimurenga 2004
- Rise Up 2006